# 本溪县临时参议会
本溪县临时参议会成立于1946年8月，是国民政府在遼寧省本溪县设立的民意机构。同年10月，本溪湖市被撤销，市区并入本溪县，因此改选参议员35人。本溪县临时参议会主要负责审议县政府工作、党政军民联谊、选举国大代表、立法委员、省参议员等职权。自1947年起，东北民主联军开始攻占本溪部分地区，使得县临参会难以行使全部职能。1948年10月，东北人民解放军攻占本溪全境，县临参会至此正式解散。

## 历史沿革
1946年5月，国民革命军在本溪战役中驱逐日本投降后占据该地区的东北民主联军，国民政府随即建立起县党政机构。国民政府还以“还政于民”为口号建立地方民意机构，根据《辽宁省各县临时参议会组织章程》的相关规定于1946年8月成立本溪县临时参议会。县临参会设有议长、副议长各一人，由参议员之间推举。由辽宁省政府选派秘书一员；议长选派事务员2-3人，普通雇员3-5人。县议员分别由区、街、村民代表和职业团体会员投票选举后，由本溪县政府上报省政府民政厅和国民党本溪县党部批准。根据《本溪县临地参议会组织章程》，议员共有名额37人，由街、村民临时代表会选举其中的29员，由农、商、教育会等职业团体选举8人。同年8月1日，进行议员选举，仅选出31人。其中由街、村代表选出参议员23人，由农、商、教育会等职业团体选出8人，同时选出候补参议员25人。8月11日，本溪县政府会议室成立会议召开，选举戴广胜为议长、刘继庸为副议长。10月，国民政府撤销本溪湖市，辖区并入本溪县，原本溪湖市临时参议会亦宣告解散。于是，县临参会于12月25日再次进行改选，选出参议员35人，其中由镇乡民临时代表会选举27人，由职业团体选举8人，并推举李如翔为议长、李述言为副议长。
根据国民政府《辽宁省各县（市）临时参议会组织章程》，本溪县临时参议会有权决定地方经费之筹措及公有款项处理、审核地方收支预算、建议地方兴革事项、审议人民之请愿事项、审议县长交议之事项等。每三个月应召开一次常会。临参会在本溪县市合并后的主要进行审议县政府工作报告、党政军民联谊会、选举省参议员、选举国大代表、立法委员、发动民众支持国民大会、慰劳国军等活动。自1947年以来东北民主联军不断发动攻势，开始攻占本溪部分地区，使得议会职权的执行非常艰难。其中本溪县临参会常会仅召开一次，进行县政府工作报告、县财预算、决算的审议和代表提案的讨论，原定于1947年6月9日召开的二次常会因战局紧张未能如期举行。1947年11月的国民政府立法委员选举也因为同样的原因受到影响，东北民主联军占领本溪大部分农村地区，迫使国民政府无法进行公民直选，只能虚报选举人数和票数，最终由孟广厚当选该区立委。不过，县临参会还是在选举国大代表、联谊、劳军等活动中发挥了影响。1947年4月的国民大会代表选举中，由县临参会、县政府、县党部、三青团联合设立本溪县选举事务所负责选民登记、发放选票、计算票数。最终，李宇清当选为该区国大代表。此外，县临参会还组成中秋节国军慰劳委员会来帮助长春、沈阳等地伤亡的国军官兵以及家属；奉省政府密令，县临参会还协助调查本地共产党潜伏人员、分化民主同盟，以期使其转而支持国民大会。
1948年10月31日，改称东北人民解放军的共产党军队占领本溪县全境，随即设立人民政府取而代之，县临参会因此宣告解散。部分议员因协助国军剿共等反共情事在镇反运动中被新政府清算，其中议长李如翔、议员苗可沛等被冠以反革命罪的名义处决。

## 成员结构

### 历任议长
| 任数 | 姓名   | 党派       | 任期                           |
| ---- | ------ | ---------- | ------------------------------ |
| 1    | 戴广胜 | 無黨籍     | 1946年8月11日－1946年12月25日  |
| 2    | 李如翔 | 中國國民黨 | 1946年12月25日－1948年10月31日 |

### 议员
本溪县市合并后当选议员的人士如下：
| 姓名   | 出身地     | 党派       | 备注                     |
| ------ | ---------- | ---------- | ------------------------ |
| 李如翔 | 县城       | 中國國民黨 | 议长、本溪中学校长       |
| 李述言 | 县城       | 中國國民黨 | 副议长、本溪小学校长     |
| 郭福秀 | 县城       | 中國國民黨 | 本溪早春医院院长         |
| 吴殿英 | 新兴乡     | 無黨籍     | 中医                     |
| 赵永清 | 大峪乡     | 無黨籍     | 商人                     |
| 赵永泰 | 南芬镇     | 無黨籍     | 乡绅                     |
| 苗可沛 | 下马塘乡   | 中國國民黨 | 国民党本溪县党部书记长   |
| 王柏林 | 红庙子乡   | 中國國民黨 | 国民党本溪县党部干事     |
| 高式敏 | 海城县     | 中國國民黨 | 本溪煤铁公司配工课长     |
| 高覆仁 | 海城县     | 無黨籍     | 本溪煤铁公司电气课长     |
| 迟育庭 | 县城       | 無黨籍     | 本溪景记印刷局经理       |
| 谭会忠 | 泉水乡     | 中國國民黨 | 本溪商会科长             |
| 刘继庸 | 县城       | 中國國民黨 | 本溪县农会书记           |
| 朱海宴 | 县城       | 中國國民黨 | 本溪县农会理事长         |
| 谢大本 | 小市乡     | 無黨籍     | 小市矿业公司职员         |
| 杨洪钧 | 清河城乡   | 無黨籍     | 本溪博爱医院院长         |
| 谢成义 | 蓝河峪乡   | 中國國民黨 | 本溪员工子弟学校教员     |
| 袁风超 | 泉水乡     | 中國國民黨 | 泉水国民学校教员         |
| 刘伯涵 | 田师傅镇   | 中國國民黨 | 本溪三民主义青年团书记   |
| 张德善 | 马家城乡   | 無黨籍     | 乡绅                     |
| 陈音凯 | 祁家堡乡   | 無黨籍     | 造林业者                 |
| 黄利谦 | 草河口乡   | 無黨籍     | 商人                     |
| 戴广胜 | 桥头乡     | 無黨籍     | 乡绅、前任议长、国军中将 |
| 赵奎   | 歪头山乡   | 無黨籍     | 乡绅                     |
| 鲁春生 | 石桥子乡   | 中國國民黨 | 乡绅                     |
| 张鸿兴 | 张其寨乡   | 無黨籍     | 中医                     |
| 李福兴 | 高台子乡   | 中國國民黨 | 歪头山小学校长           |
| 张俊堂 | 火连寨乡   | 無黨籍     | 商人                     |
| 史学忠 | 牛心台乡   | 中國國民黨 | 商人                     |
| 胡尔魁 | 欢喜岭乡人 | 無黨籍     | 乡绅                     |
| 王复初 | 碱厂乡     | 中國國民黨 | 本溪三民主义青年团主任   |
| 任宦郢 | 偏岭乡     | 無黨籍     | 商人                     |
| 李松林 | 久才峪乡   | 無黨籍     | 乡绅                     |
| 刘礼愧 | 县城       | 無黨籍     | 本溪东方医院院长         |